# Плоске (Могилів-Подільський район)
Пло́ске — село в Україні, у Вендичанській селищній громаді Могилів-Подільського району Вінницької області. Населення становить 567 осіб. До 2020 орган місцевого самоврядування — Плосківська сільська рада.

## Географія
У селі Струмок Площанка впадає у Немию, ліву притоку Дністра.

## Історія

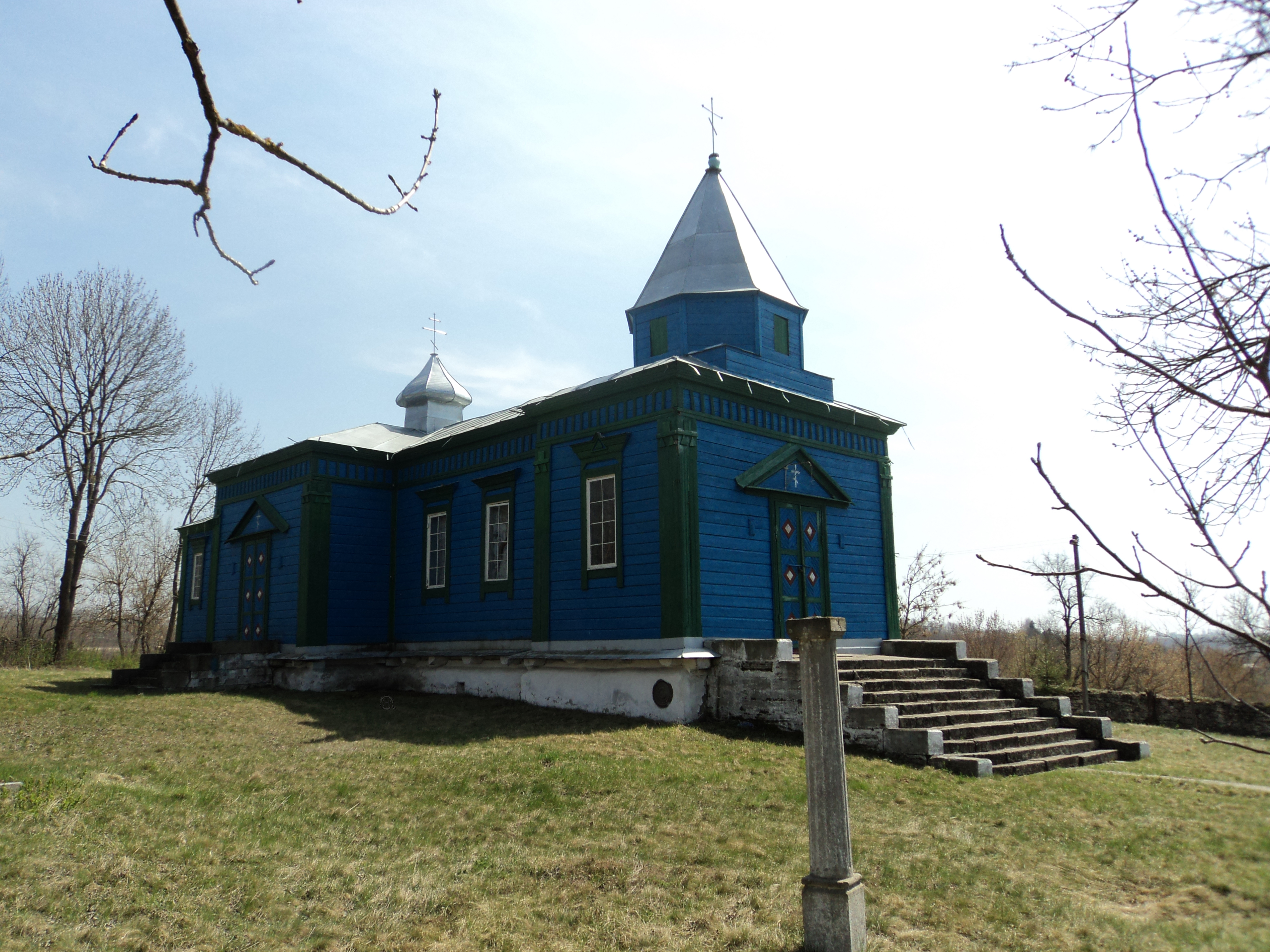
Церква в селі

7 (20) листопада 1917 року, відповідно до Третього Універсалу Української Центральної Ради, увійшло до складу Української Народної Республіки.
12 листопада 1919 року у Плоскому стояв Кінний полк Чорних Запорожців Армії УНР.
12 червня 2020 року, відповідно до Розпорядження Кабінету Міністрів України від № 707-р «Про визначення адміністративних центрів та затвердження територій територіальних громад Вінницької області», увійшло до складу Вендичанської селищної громади.
19 липня 2020 року, в результаті адміністративно-територіальної реформи та ліквідації Могилів-Подільського району (1923 — 2020), село увійшло до складу новоутвореного Могилів-Подільського району.

## Видатна особа
У селі народилася Чубач Ганна Танасівна — українська поетеса, заслужений діяч мистецтв України, член Національної спілка письменників України з 1971 року.